# Oskar Seuntjens
Oskar Seuntjens, né le 3 septembre 1998 à Wilrijk, est un homme politique belge, membre de Vooruit.

## Biographie
Oskar Seuntjens nait le 3 septembre 1998 à Wilrijk.
Aux élections législatives fédérales de 2024, Oskar Seuntjens est élu à la Chambre des Représentants.
Il est chef de groupe Vooruit, le plus jeune chef de groupe de la Chambre des Représentants.